# پن استیت اری، کالج برند
پن استیت اری (به انگلیسی: Penn State Erie) یک منطقهٔ مسکونی در ایالات متحده آمریکا است که در پنسیلوانیا واقع شده‌است.